# Histoire de la grande isle Madagascar

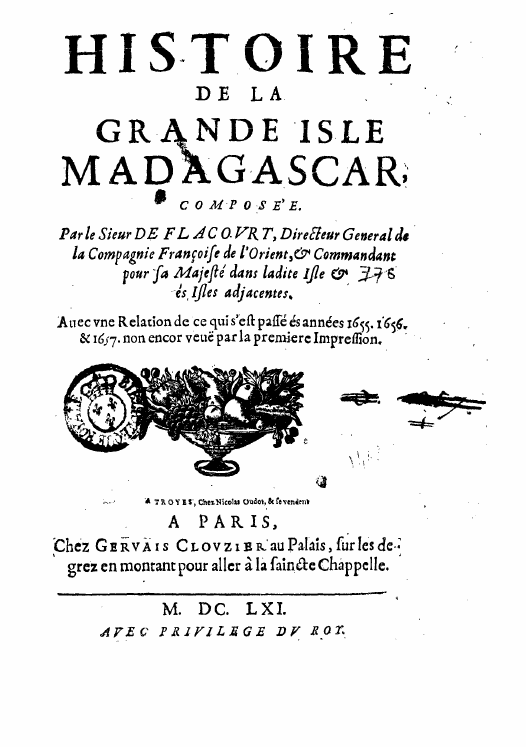
Frontispice de lHistoire de la grande isle Madagascar parue en 1661.

Histoire de la grande isle Madagascar est un ouvrage de l'administrateur colonial Étienne de Flacourt paru à Paris en 1658. Il s'agit d'une somme comprenant des considérations historiques et géographiques dans laquelle l'auteur détaille son action à la tête de la colonie de Fort-Dauphin et dans la région.